# Route Nationale 134
Den franske vejstrækning route nationale 134 eller bare RN 134 forbinder byen Saugnacq-et-Muret i departementet Landes med Somportpasset i departementet Pyrénées-Atlantiques, hvor den møder grænsen til Spanien.
Der fandtes tidligere en Route nationale 134bis i Pyrénées-Atlantiques. Den forbandt byen Gan med Pourtaletpasset. Denne vejstrækning er nu blevet nedklasseret til departementsvej.
Siden 2007 er kun strækningen syd for Pau blevet ved med at være en national vej, mens den nordlige stump er overført til departemental drift. Meget snart vil en forbindelse mellem Pau og Oloron-Sainte-Marie se dagens lys, og der mangler ikke andet end den del, som krydser Aspedalen.

## Vejforløb

### Departementet Landes
- Saugnacq-et-Muret (startpunkt ved forbindelsen til Route nationale 10)
- Moustey (7 km)
- Pissos (12 km)
- Trensacq (24 km)
- Sabres (31 km)
- Perrègue, commune de Sabres (32 km)
- Garein (45 km)
- Uchacq-et-Parentis (60 km)
- Mont-de-Marsan (67 km)
- strækning fælles med Route nationale 124 mellem Mont-de-Marsan og Aire-sur-l'Adour
- Aire-sur-l'Adour (101 km)
- Ségos (Gers) (110 km)
- Saint-Agnet (Landes) (112 km)
- Sarron (km)

### Departementet Pyrénées-Atlantiques
- Garlin (117 km)
- Claracq (123 km)
- Navailles-Angos (136 km)
- Serres-Castet (142 km)
- Pau (151 km)
- Jurançon (153 km)
- Gan (160 km)
- Oloron-Sainte-Marie (183 km)
- Asasp-Arros (192 km)
- Sarrance (201 km)
- Accous (210 km)
- Etsaut (219 km)
- Urdos (224 km)
- Col du Somport (234 km) 42°47′37.9″N 0°32′41.4″V / 42.793861°N 0.544833°V

## Økonomisk betydning
Denne vejstrækning er et vigtigt kommunikationsled mellem Spanien og Frankrig og mere præcist mellem den Aragonien og Aspedalen. I 1990'erne blev forbedringen af RN 134 og gennembrydningen af Somporttunnellen genstand for en langtrukken kamp mellem de offentlige myndigheder, det lokale erhvervsliv og økologisterne, som vurderede, at tilstrømningen af lastbiler i denne bjergregion ville forårsage skader på miljøet.
Vejstykket mellem Mont-de-Marsan og Pau kan tabe en del af sin trafik, når motorvej A65 bliver åbnet.